# Тревизано, Лудовико

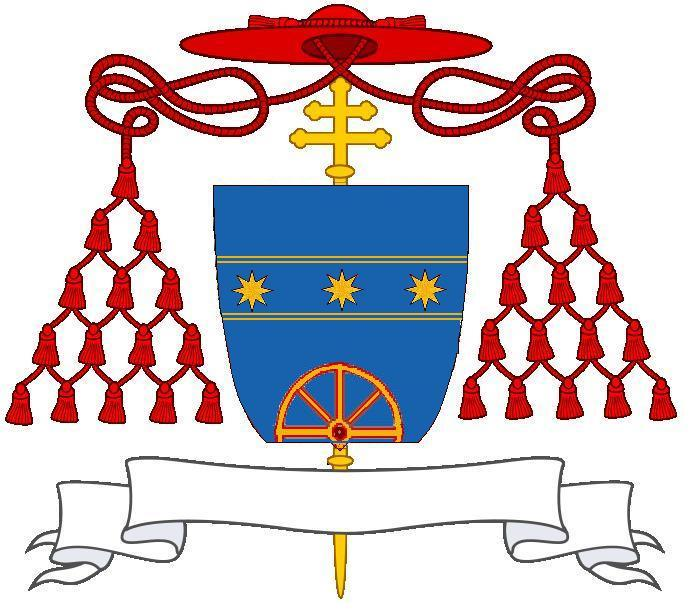
Герб кардинала Тревизано

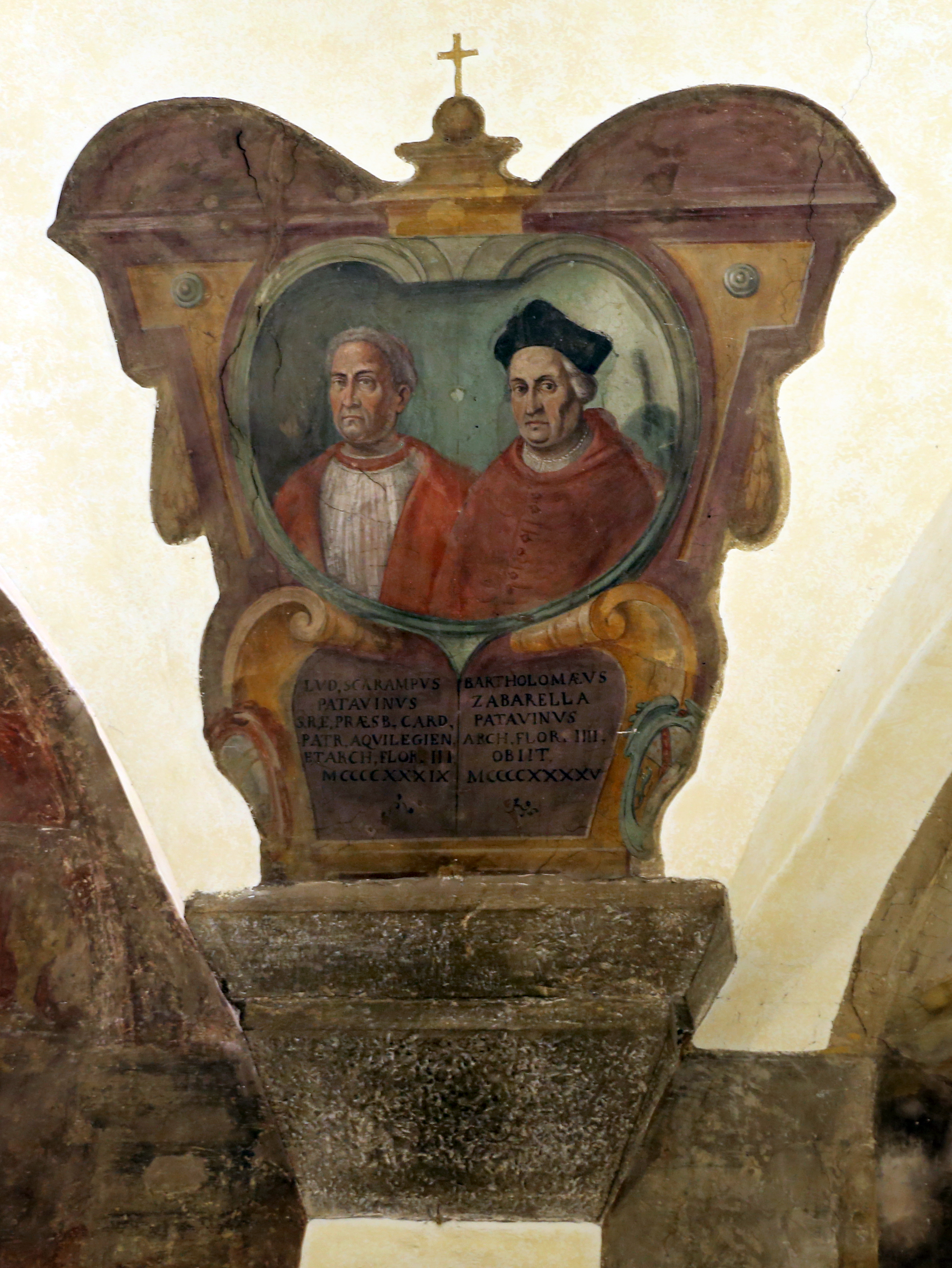
Лудовико Тревизано и Бартоломео Дзабарелла - его преемник на посту архиепископа Флоренции

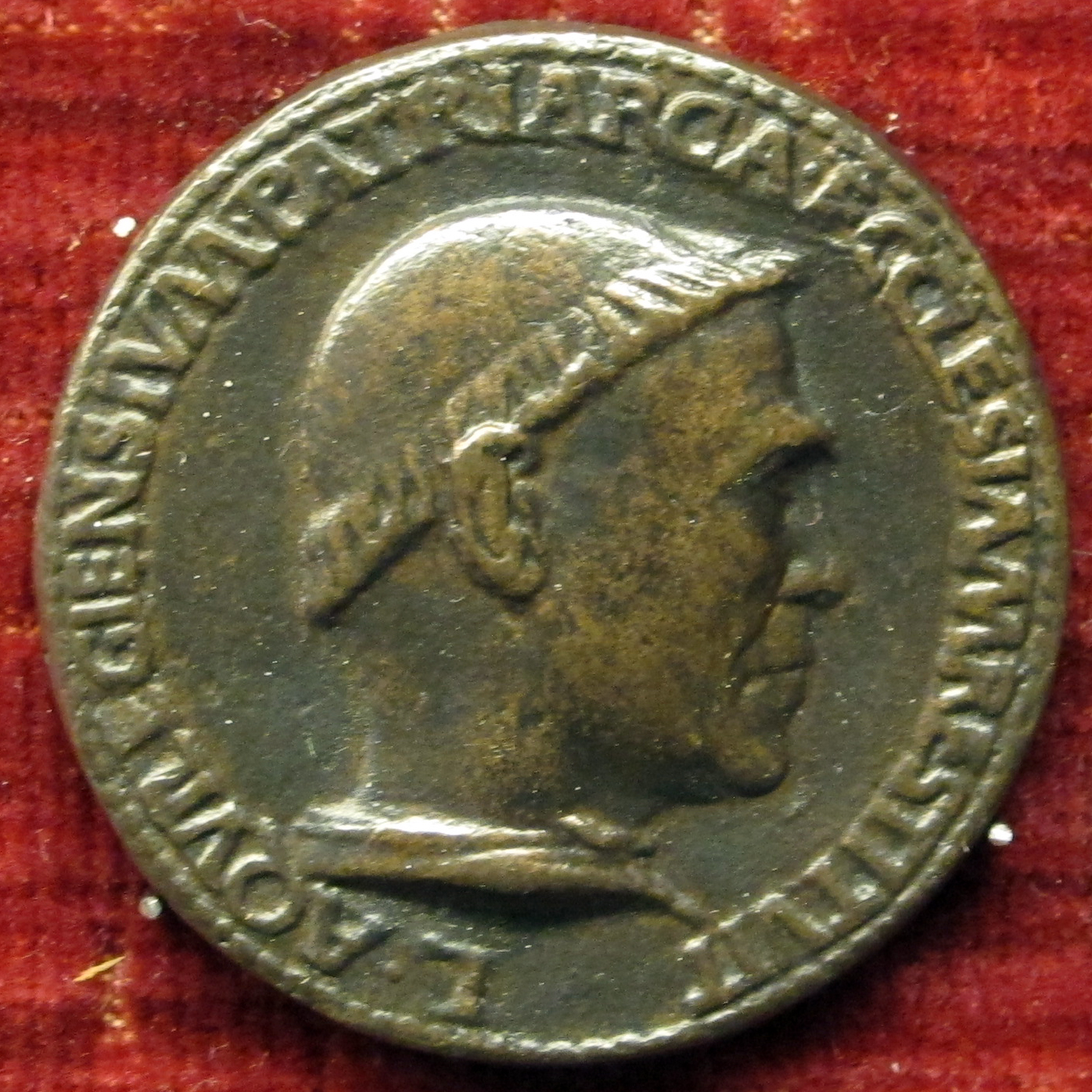
Медаль Лодовико Тревизано

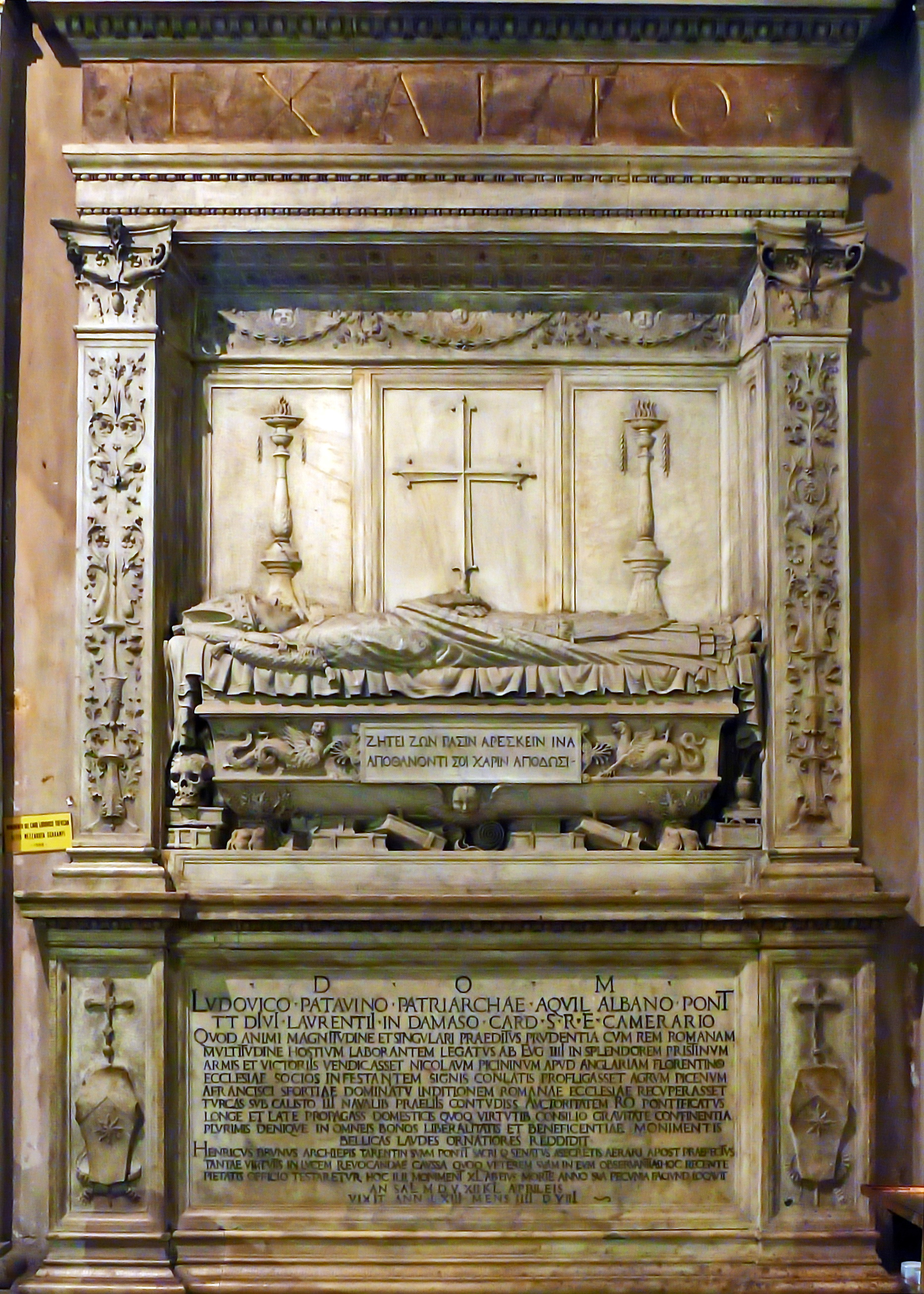
Надгробная плита Лодовико Тревизано

Лудовико Тревизано (Ludovico Trevisano) (середина ноября 1401, Падуя, — 22 марта 1465, Рим) — папский полководец, церковный деятель, кардинал. Другое имя — Лудовико Скарампи-Меццарота (Scarampi-Mezzarota).
Родился в падуе в семье врача Бьяджио Тревизано (Biagio Trevisano).
В Венеции изучал грамматику и поэзию, в Падуанском университете, который окончил в 1425 году, — медицину. Некоторое время преподавал там же.
В 1430 году переехал в Рим и стал личным врачом кардинала Габриэле Кондульмера. Тот после своего избрания папой (Евгений IV) назначил его кубикуларием (камергером) и составителем апостолических писем.
В 1435—1437 епископ Трогира (в Далмации). С 1437 архиепископ Флоренции, с 1439 патриарх Аквилеи. В 1440 году назначен на должность камерленго.
В 1440 г. апостолический легат в Романье. Один из командующих в битве при Ангиари, в которой потерпел поражение миланский кондотьер Никколо Пиччинино (в отряде Тревизано было 3000 всадников и 500 пехотинцев).
На консистории 1 июля 1440 года избран кардиналом (кардинал-диакон де Сен-Лоренцо ин Дамазо, с 7 января 1465 кардинал-епископ Альбано).
В сентябре 1442 года отвоевал у Франческо Сфорца Анконскую марку и до 25 января 1446 года был её апостолическим легатом. С 13 сентября 1442 по 25 января 1446 года также апостолический легат Болоньи.
В 1443—1444 администратор диоцеза Болоньи. С 1444 епископ Кавы.
В декабре 1455 года назначен адмиралом папского флота (49 кораблей, 5000 солдат, 1000 моряков, 300 пушек). В 1457 году отвоевал у турок острова Лемнос, Самотрас и Тасос в Эгейском море.
Умер в Риме 22 марта 1465 года от отёка.
Выдающийся живописец раннего итальянского Возрождения, представитель падуанской школы живописи Андреа Мантенья около 1459 года написал портрет кардинала Тревизано (Cardinal Ludovico Scarampi Mezzarota called Ludovico Trevisano). Сейчас эта картина находится в Берлинской картинной галерее.